# Писаревська сільська рада
Пи́саревська сільська рада (рос. Писаревский сельский совет) — муніципальне утворення у складі Шаранського району Башкортостану, Росія. Адміністративний центр — присілок Писарево.
Станом на 2002 рік центром сільської ради був присілок Стародражжево.

## Населення
Населення — 773 особи (2019, 940 у 2010, 1121 у 2002).

## Склад
До складу поселення входять такі населені пункти:
| Населений пункт             | Населення, осіб (2002) | Населення, осіб (2010) |
| --------------------------- | ---------------------- | ---------------------- |
| Анисимова Поляна, село      | 117                    | 83                     |
| Васильєвка, село            | 21                     | 11                     |
| Владимировка, присілок      | 32                     | 37                     |
| Імчаг, присілок             | 20                     | 9                      |
| Новоалександровка, присілок | 13                     | 11                     |
| Новокнязево, присілок       | 118                    | 105                    |
| Писарево, присілок          | 327                    | 288                    |
| Роща, присілок              | 20                     | 14                     |
| Сакти, село                 | 272                    | 260                    |
| Сбродовка, присілок         | 5                      | -                      |
| Стародражжево, село         | 164                    | 118                    |
| Сунгуровка, присілок        | 12                     | 4                      |